# المجموعة الفردانية G1
المجموعة الفردانية G1 أو G-M285 أو G-M342، والمعروفة أيضًا باسم السُّلالة G1، هي مجموعة فردانيَّة بشريَّة ذكوريَّة وتُعد كفئة فرعية أساسية انحدرت من المجموعة الفردانية G.
من المحتمل أن يكون G1 قد نشأ في إيران. وإن المجموعة لديها تردد منخفض للغاية في السكان المعاصرين حول العالم، باستثناء الشَّرق الأوسط مثل الجزيرة العربيَّة وإيران وتركيَّا وجيرانهم، بالإضافة إلى منطقة تمتد من جنوب سيبيريا الوسطى (روسيا) حتى شمال كازاخستان.
تم العثور على الأمثلة الأساسية للسُّلالة G1 التي تم تحديدها في الأفراد الأحياء، والتي تنتمي إلى الفئة الفرعية G-L830، في منطقة تمتد من شبه الجزيرة العربية ( منطقة الحدود الشمالية للمملكة العربية السعودية، الدوحة في قطر) إلى اليهود الأشكناز في بيلاروسيا (منطقة مينسك) والصين (آنهوي).

## السمات الوراثية
يمتلك جميع الأشخاص G1 تقريبًا قيمة 12 عند علامة التكرار الترادفي القصير (STR) DYS392 وسيكون لديهم جميعًا طفرة M285 التي تميز هذه المجموعة. كما أن هذه القيمة 12 غير شائعة في المجموعات الفردانية الأخرى. تشير التسمية M لـ M285 إلى أنه تم التعرف عليه لأول مرة في جامعة ستانفورد.[بحاجة لمصدر]

## أصل G1
في حين أن الدراسات البحثية لم تؤرخ بعد أصل طفرة G1 M285 SNP، إلا أنها تمثل على ما يبدو إحدى مجموعات G الأقدم، والتي ربما تنشأ في منتصف الطريق بين أصل G واليوم الحالي بناءً على عدد الطفرات.

## التوزيع الجغرافي

### توزيع جغرافي
في حين أن معظم الدراسات البحثية فشلت في اختبار G1، فقد تم العثور على أمثلة محتملة أو مثبتة في أربع مجموعات (حسب الجغرافيا و/أو و/أو الفئة الفرعية الثانوية):
- إيران/ آسيا الوسطى (بما في ذلك سيبيريا الوسطى الروسية وكازاخستان وباكستان)
- الشرق الأوسط / جنوب شرق أوروبا (مثل اليونان وتركيا والعراق ودبي وفلسطين والأردن والمملكة العربية السعودية واليمن)؛
- وبأعداد صغيرة جدًا في جنوب آسيا (مثل النيبال والهند وسريلانكا)
- بترددات منخفضة جدًا في بقية أوروبا .[3][4]

وقد أجرت دراسة عن لبنان أجراها باحثون مختصُون، فشل في اختبارهم G1، ولكن 26% من 38 عينة للسُّلالة G كانت لها قيمة 12 لعلامة STR DYS392، والتي غالبًا ما تكون مميزة لـ G1. تمثل عينات G1 هذه 2% فقط من إجمالي العينات اللبنانية البالغ عددها 587 عينة وتم توزيعها بشكل جيد بين جميع الطوائف الدينية هناك.
عينات G المحتملة في قاعدة بيانات YHRD من منطقة جنوب القوقاز (أذربيجان وجورجيا وأرمينيا وأبازينيا وأبخازيا) ومن شمال القوقاز (أوسيتيا الشمالية والقباردين والإنجوش والدارجينيين والليزجينيين والروتوليين والشيشان) تحتوي فقط على عدة عينات DYS392 ذات 12 قيمة والتي قد تكون G1.

### المواقع بتركيزات G1
تم الإبلاغ عن أعلى تركيز للسُّلالة G1 ضمن مجموعة متميزة داخل بلد ما بين قبيلة آرغين الكازاخستانية - 67٪ وفروعها مادغارس في كازاخستان حيث شكل الأشخاص G1 87٪ من أصل 45 عينة.

## روابط خارجية
- "Haplogroup G Project Site". مؤرشف من الأصل في 2014-07-31.
- "Spread of Haplogroup G". National Geographic.
- "Haplogroup G tutorial from Genebase".
- "Y-DNA Haplogroup G and its subclades from the 2010 ISOGG haplotree". مؤرشف من الأصل في 2024-03-14.
- Balanovsky، Oleg؛ Zhabagin، Maxat؛ Agdzhoyan، Anastasiya؛ Chukhryaeva، Marina؛ Zaporozhchenko، Valery؛ Utevska، Olga؛ Highnam، Gareth؛ Sabitov، Zhaxylyk؛ Greenspan، Elliott (2015). "Deep Phylogenetic Analysis of Haplogroup G1 Provides Estimates of SNP and STR Mutation Rates on the Human Y-Chromosome and Reveals Migrations of Iranic Speakers". PLOS ONE. ج. 10 ع. 4: e0122968. Bibcode:2015PLoSO..1022968B. DOI:10.1371/journal.pone.0122968. PMC:4388827. PMID:25849548.